# Adetus punctiger
Adetus punctiger là một loài bọ cánh cứng trong họ Cerambycidae.